# Nathan Löwenstein von Opoka
Nathan Löwenstein von Opoka, uváděn též jako Natan Loewenstein (14. února 1859 Bučovice – 21. května 1929 Lvov), byl rakouský a polský politik židovského původu z Haliče, na počátku 20. století poslanec Říšské rady.

## Biografie
Studoval právo na Lvovské univerzitě, Vídeňské univerzitě a Lipské univerzitě. Získal titul doktora práv a pracoval jako advokát. Angažoval se v politice. Byl členem obecní rady ve Lvově. V letech 1902–1917 zasedal jako poslanec na Haličském zemském sněmu.
Na počátku 20. století se zapojil i do celostátní politiky. Ve volbách do Říšské rady roku 1907, konaných poprvé podle všeobecného a rovného volebního práva, získal mandát v Říšské radě (celostátní zákonodárný sbor) za obvod Halič 27. Byl členem poslanecké frakce Polský klub. Mandát za týž obvod obhájil i ve volbách do Říšské rady roku 1911. Ve vídeňském parlamentu setrval až do zániku monarchie. K roku 1911 se profesně uvádí jako zemský advokát.
Byl členem demokratické frakce v rámci Polského klubu. Roku 1911 vedl soudní proces proti Prusku v kauze majorátu v Rydzyni. V roce 1918 obhajoval vojáky v procesu v Marmaros-Szigeth, obžalované z velezrady.
Roku 1900 byl povýšen do šlechtického stavu, roku 1912 dostal predikát "z Opoka".